# 中国驻蒂华纳总领事馆
中华人民共和国驻蒂华纳总领事馆（西班牙語：Consulado General de la República Popular China en Tijuana），简称中国驻蒂华纳总领事馆，是中华人民共和国派驻墨西哥下加利福尼亚州蒂华纳的最高级别外交机构。领区包括下加利福尼亚州、南下加利福尼亚州、索诺拉州、奇瓦瓦州。